# Federació Nacional d'Agricultors
La Federació Nacional d'Agricultors (FNA) també coneguda com a Federació Nacional d'Obrers del Camp (FNOC) o Federació Nacional de Treballadors (FNT), va ser una organització anarcosindicalista fundada el 1913 a Espanya.
Aquest sindicat, al costat de destacats propagandistes, va revaloritzar els principis de l'anarquisme agrari i va preparar la reorganització d'est a Andalusia. Al congrés de València de 1918, s'acorda l'ingrés de la federació en la CNT. L'òrgan de la federació era el periòdic 'La veu del camperol'. En 1917 va tenir lloc un congrés a Saragossa en el qual van estar representades 80 seccions que sumaven 13.852 membres. Altres congressos van ser:
- 1913 Còrdova (fundació)
- 1914 València
- 1915 Úbeda
- 1916 Vilanova i la Geltrú
- 1917 Saragossa
- 1918 València